# Kurdische Literatur

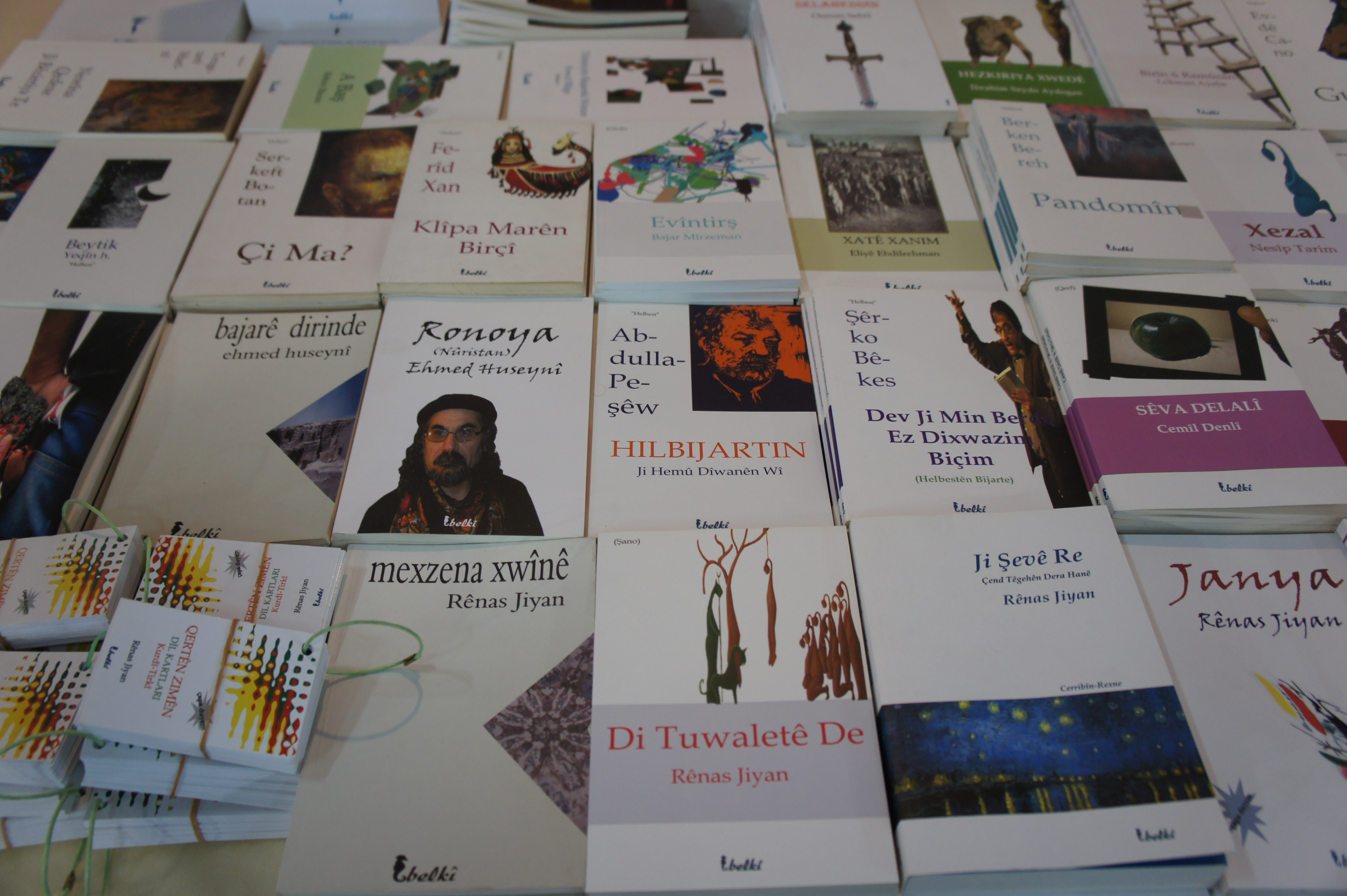
Büchertisch mit kurdischer Literatur von zum Beispiel Rênas Jiyan

Kurdische Literatur ist in den kurdischen Sprachen (wie etwa Kurmandschi, Zaza, Gorani oder Sorani) verfasste Literatur. Ursprünglich stammt diese Literatur aus den kurdischen Gebieten in der Türkei, im Irak, Iran und Syrien.

## Geschichte

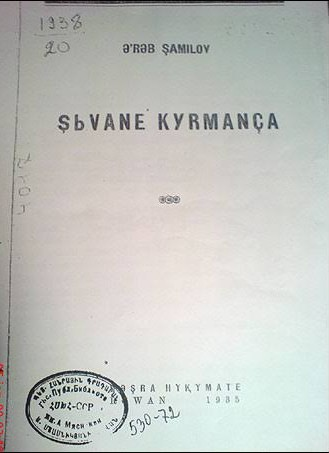
Erstausgabe von Şivanê Kurmanca des Erebê Şemo

Bekannte und weitverbreitete Geschichten sind die Lieder und Epen von Mem û Zîn und Siyamend u Xecê. Diese Geschichten wurden von Barden (Dengbêj) und Geschichtenerzählern (Çirokbêj) überliefert. Die frühesten bekannten kurdischen Dichter waren Ebdulsemedê Babek, Ali Hariri, Melayê Cezîrî, Feqiyê Teyran, Ehmedê Xanî und Melayê Batê. Diese Dichter lebten zwischen dem 11. und 18. Jahrhundert und dichteten auf Kurmandschi. Literarisches Zentrum der Kurden war damals das Fürstentum Botan mit Hauptstadt Cizre. Neben Cizre waren die Städte Sulaimaniyya und Sanandadsch weitere wichtige Literaturzentren. In Sulaimaniyya, die Hauptstadt des Fürstentums Baban, entwickelte sich das Sorani zur Literatursprache und ist heute im Irak Amtssprache, während das irakische Kurmandschi weniger verbreitet ist. Eine weitere wichtige Literatursprache ist das Gorani, das vor allem im Irak und Iran gesprochen wird. Förderer des Gorani war das Fürstentum Ardalan mit Sanandadsch. Die Goraniliteratur nahm mit der Zeit an Bedeutung ab. Diese Literatur war durch die Nähe zum Iran noch stärker vom persischen Stil beeinflusst als das Kurmandschi.
Mit dem Ende des Osmanischen Reiches wurde das kurdische Siedlungsgebiet zwischen mehrere Staaten (Türkei, Irak, Iran und Syrien) aufgeteilt. Ab dann verlief die Entwicklung der kurdischen Literatur in den einzelnen Teilen Kurdistans unterschiedlich. Eine gemeinsame Literatur konnte beispielsweise wegen der verschiedenen Dialekte und der Verwendung unterschiedlicher Alphabete nicht entstehen.
Aufgrund der günstigsten Entwicklungsbedingungen für Sprache und Kultur im Irak konnte die kurdische Literatur dort sehr gefördert werden. Viele kurdische Intellektuelle mussten nach der Gründung der türkischen Republik und der neuen türkischen Politik in den Irak fliehen. Dazu gehörten unter anderem Refîk Hilmî, Tewfîk Wehbî, Pîremêrd und M. Emîn Zekî. Hier entstand im Jahre 1939 die Zeitschrift Gelawêj. Die Zeitschrift bot eine Gelegenheit dazu, moderne kurdischen Prosa zu publizieren. Die führenden Namen um Gelawêj waren Alladdin Seccadi, Ibrahim Ahmed, und Äakir Fattah. An den Universitäten von Südkurdistan kann heute die kurdische Literatur und Sprache studiert werden.
Die in der Armenischen Sowjetrepublik lebenden kurdischen Schriftsteller veröffentlichten 1930 die Zeitung Riya Teze in lateinischem Alphabet. Andere Inskripte sind unter anderem die Bücher von Emînê Evdal, Erebê Şemo und Hecîyê Cindî. Die kurdische Literatur erreichte ihren Höhepunkt in den 1960er Jahren durch Namen wie Fêrîkê Ûsiv, Emerîkê Serdar, Wezîrê Eşo, Sîma Semend, Tosnê Reşîd, Ahmedê Hepo und Ezîzê Îsko.
Die Situation in der Türkei, wo die meisten Kurden leben, war jahrzehntelang von Verboten und Restriktionen geprägt. Kurdische Schriftsteller konnten daher nur im Ausland auf Kurdisch schreiben. Doch durch die Annäherung der Türkei an der EU hat sich die Lage sichtlich entspannt. Trotzdem ist die kurdische Literatur nicht so weit entwickelt wie diejenige im Irak.
In der 2023 auf Englisch erschienenen Anthologie Kurdistan + 100 sind 13 zeitgenössische Kurzgeschichten mit Fiktionen über das Jahr 2046 versammelt, die ursprünglich auf Türkisch, Kurmandschi, Sorani oder direkt auf Englisch verfasst wurden. Der Titel bezieht sich auf die Entstehung der kurzlebigen Kurdischen Republik Mahabad am 22. Januar 1946, die durch den iranisch-kurdischen Politiker Qazi Muhammad ins Leben gerufen wurde.
Unter den Schriftstellern kurdischer Herkunft gibt es einige, die mit ihrer Prosa bekannt geworden sind, aber nicht auf Kurdisch schreiben, sondern auf Türkisch, Arabisch oder Persisch wie zum Beispiel Muhittin Zengane, Mahmud Taymur, Salim Barakat (Arabisch), Nezir Bülbül (Deutsch), Ali Eşref Derwişan, Mansur Yakutî (Persisch), Yaşar Kemal und Bekir Yıldız (Türkisch).

## Kurdische Literatur in deutscher Übersetzung
In deutscher Übersetzung sind unter anderem der Erzählband von Helîm Yûsiv Der schwangere Mann, Mehmed Uzuns Roman Im Schatten der Verlorenen Liebe, Bachtyar Alis Mein Onkel, den der Wind mitnahm sowie ein Gedichtband von Sherko Bekas Geheimnisse der Nacht pflücken erschienen.

## Exilliteratur
Die kurdische Literatur war im 20. Jahrhundert jahrzehntelang in ihrer Heimat Restriktionen und Verboten ausgesetzt. Mit der Auswanderung nach Europa entwickelten die Kurden dort eine Exilliteratur, die für die Entwicklung in den Heimatländern nicht unbedeutend war.
Im Exil prägen die kurdische Literatur Lebensumstände der kurdischen Schriftsteller, die sie seit ihrer Flucht aus ihrem Heimatland begleiten. Die kurdischen Schriftstellen arbeiten jedoch weitgehend isoliert. Es gibt kaum geeignete Übersetzungen ihrer Werke, und damit bleibt die kritische Resonanz einer anderssprachigen Leserschaft aus. Sie sind somit überwiegend auf die Leserschaft ihrer Exilländer, ebenfalls kurdische Emigranten, angewiesen. Die Exilautoren werden meist in ihrer Heimat verfolgt; daher sind ihre auf Kurdisch verfassten Werke dort oft verboten.
Zu den Exilautoren gehören unter anderem:
- Mewlana Xalidê Naqäibendî (1773–1826)
- Sara Omar (* 1986)
- Hadschi Qadiri Koyi (1817–1897)
- Nali (1798–1855)
- Qado Şêrîn
- Jan Dost
- Mehmed Uzun
- Silêman Demir
- Laleä Qaso
- Mahmut Baksi
- Enver Karahan
- Helîm Yûsiv
- Hesenê Metê
- Firat Cewerî
- Kovan Sindî
- Tuncay Gary

## Bekannte Schriftsteller

### Kurmanci
- Ebdulsemedê Babek (972–1019 in Hakkari)
- Ali Hariri (1009–1079)
- Melayê Bateyî (1417–1494) aus Hakkâri, der Autor des Mewlud, eine Kollektion von Versen und einer Anthologie
- Selîm Selman (Mitte 16. Jahrhundert) (Romanze von Yusif und Zulaykha in 1586)
- Melayê Cezîrî (1570–1640) aus Botan
- Feqiyê Teyran (1590–1660) Schüler von Melayê Cezîrî. Schrieb als erster über die Schlacht von Dimdim in 1609–1610 zwischen Kurden und Safawiden
- Ehmedê Xanî (1651–1707) (Mem û Zîn)

### Sorani
- Nali (1798–1855)
- Hacî Qadir Koî (1817–1897)
- Şêx Reza Talebanî (1835–1910)
- Wefayi (1844–1902)
- Abdulrahman Scherfkandi Hejar, Schriftsteller und Dichter aus Scherfkand Mahabad
- Muhammad-Amin Schexulislami (Hämn), Dichter und Schriftsteller in Exil Irakischen Kurdistan aus Schillanaweh Mahabad.
- Mamosta Qasm Mueidzade, Dichter Philosoph und Schriftsteller
- Nader Ghazi (Xale Qazi), Dichter aus Mahabad
- Xalid Hissami (Hedi), Dichter und Schriftsteller
- Qader Lutfiani, Dichter aus Mahabad
- Ahmed Ghazi, Schriftsteller
- Muhammad Ghazi, Schriftsteller
- Marim Ghazi, Schriftsteller
- Abdulrahman Ghazi, Dichter und Schriftsteller
- Seif Ghazi, Dichter Mahabad

### Gorani
- Perîşan Dînewerî (ca. 1395)
- Mustefa Bêsaranî (1642–1701)
- Muhemmed Kendulaî (17. Jh.)
- Khana Qubadi (Xana Qubadî) (1700–1759)
- Muhemmed Zengene Xemnakî Kerkûkî (18. Jh.)
- Mîrza Şafî Dînewerî (18. Jh.)
- Şeyda Hewramî (1784–1852)
- Ehmed Beg Kumsî (1796–1889)
- Mastura Ardalan (Mestûrey Erdelan) (1805–1848)
- Mawlawi Tawagozi (Mewlewî Tawegozî) (1806–1882)
- Muhammad Welî Kirmanşahî (ca. 1901)

### 20. Jahrhundert
- Pîremêrd (Tewfîq Beg Mehmûd Axa) (1868–1950)
- Celadet Ali Bedirxan (1893 [1897?]–1951)
- Erebê Şemo/Ereb Shamilov (1897–1978) aus Armenien
- Cegerxwîn (Sheikmous Hasan) (1903–1984) geboren in Mardin, gestorben in Schweden
- Abdullah Goran (1904–1962)
- Osman Sebrî (1905–1993)
- Hemin Mukriyani (1920–1986)
- Hejar (1921–1991)
- Yaşar Kemal (1923–2015)
- Cemal Nebez (1933–2018)
- Sherko Bekas (1940–2013)
- Letîf Helmet (* 1947)
- Ebdulah Peşêw/Abdullah Pashew (* 1947)
- Refîq Sabir (* 1950)
- Feryad Fazil Omar (* 1950)
- Sherzad Hassan (* 1951)
- Mehmed Uzun (1953–2007)
- Bayan Salman (* 1961)
- Bachtyar Ali (* 1966) lebt in Köln
- Nezir Bülbül (* 1970)
- Abdusamet Yigit (* 1978) lebt in Norwegen

## Bekannte Übersetzer aus dem Kurdischen Sorani ins Deutsche
- Rawezh Salim (* 1973) lebt in Österreich
- Ute Cantera-Lang (* 1974) lebt in Österreich